# Kostel svatého Archanděla Michaela (Dolní Rokytnice)
Kostel svatého Michaela, archanděla je římskokatolický farní kostel v Rokytnici nad Jizerou.

## Historie
Od roku 1598 stál v Rokytnici protestantský dřevěný kostel. V letech 1646 až 1657 byl v rámci jezuitské rekatolizace přestavěn na kamenný. Roku 1752 vystavil Arnošt Quido Harrach dekret ke stavbě kostela. 24. května 1753 byl položen základní kámen a první bohoslužbu sloužil farář Kramář již v roce 1756, ačkoliv kostel nebyl dostavěn. V roce 1759 byl kostel dokončen a vysvěcen.

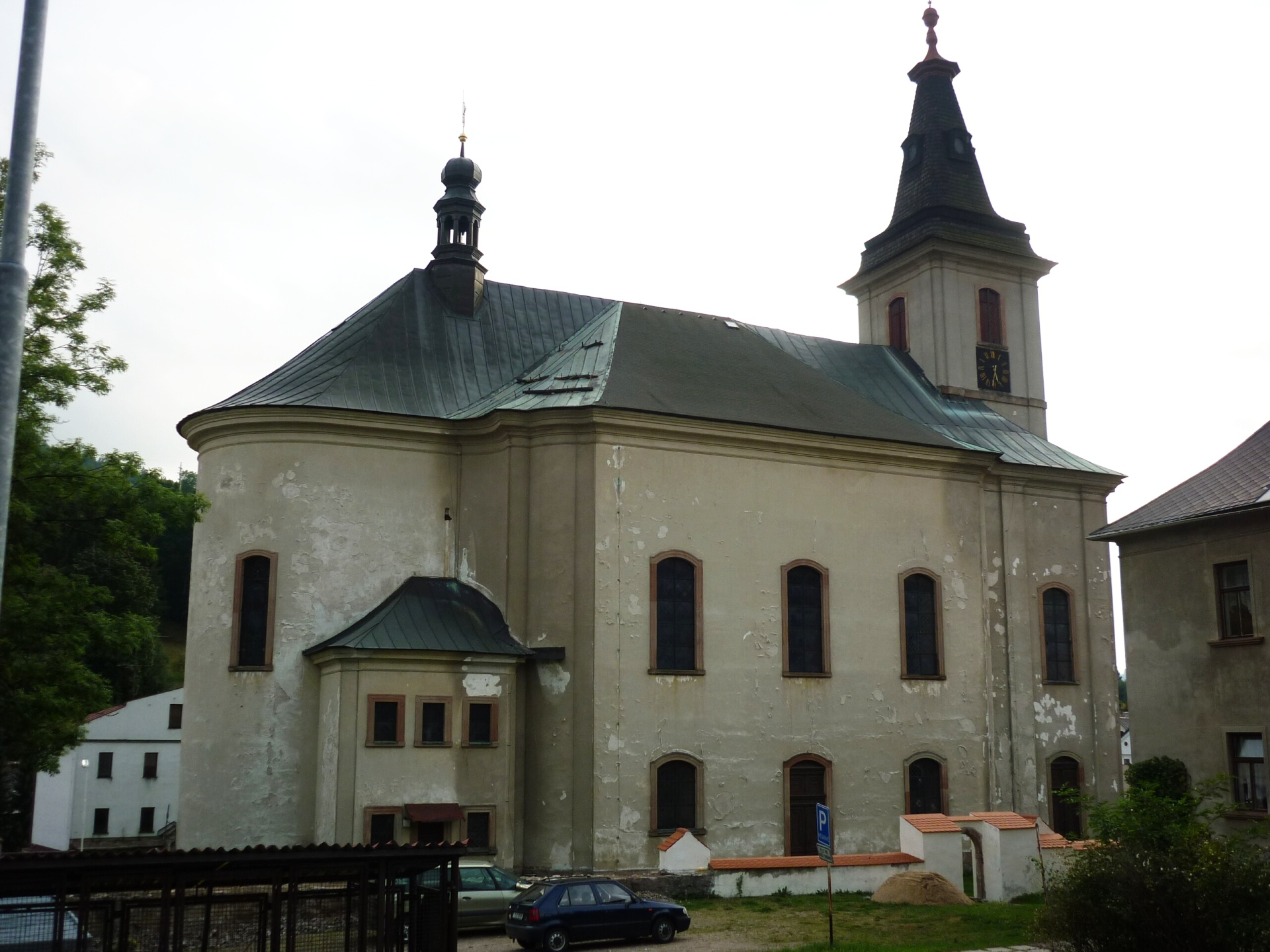
Kostel v září 2013

V roce 1880 proběhla v kostele generální rekonstrukce. Poslední opravy byly provedeny na budově v devadesátých letech 20. století.

## Popis
Jednolodní barokní kostel má trojramenný kůr. Základ kostela je z velkých kamenů. Na hlavním oltáři je obraz „Pád andělů“ s vyobrazením sv. Michaela a nápisem „Kdo je jako Bůh“ od Dominika Kindermanna. Obraz na levém bočním oltáři znázorňuje svatého Felixe, pravý oltář pak papeže Pia V. Inventář kostela většinou pochází z 18. století, výjimkou je skleněný lustr z roku 1840 a vitráže v presbytáři umístěné do chrámu v roce 1880. Střecha je šindelová.
Původní varhany postavil František Pavel Horák v roce 1785, avšak z nich zbyly pouze varhanní skříně. V nich je nový dvoumanuálový nástroj z roku 1904 od Josefa Kobrleho.

### Zvony
V kostele svatého Michaela jsou dva zvony:
- Svatý Michael – zvon z roku 1638, do roku 1725 se jmenoval Kryštof Harant z Polžic a Bezdružic
- Prostřední zvon – z roku 1739
- Malý zvon – z roku 1866